# Europees kampioenschap voetbal mannen onder 19 - 2018 (kwalificatie)
De kwalificatie voor het Europees kampioenschap voetbal voor mannen onder 19 jaar van 2018 werd gespeeld tussen 3 oktober 2017 en 27 maart 2018. Er zouden in totaal zeven landen kwalificeren voor het eindtoernooi dat in juli 2018 heeft plaatsgevonden in Finland. Spelers die geboren zijn na 1 januari 1999 mochten deelnemen. Finland hoefde geen kwalificatiewedstrijden te spelen, dit land was als gastland automatisch gekwalificeerd. In totaal deden er 54 landen van de UEFA mee.

## Gekwalificeerde landen
| # | Land      | Gekwalificeerd als          | Eerdere deelnames                                    |
| - | --------- | --------------------------- | ---------------------------------------------------- |
| 1 | Finland   | Gastland                    | Debuut                                               |
| 2 | Noorwegen | Eliteronde: Winnaar groep 1 | 2002, 2003, 2005                                     |
| 3 | Engeland  | Eliteronde: Winnaar groep 2 | 2002, 2003, 2005, 2008, 2009, 2010, 2012, 2016, 2017 |
| 4 | Italië    | Eliteronde: Winnaar groep 3 | 2003, 2004, 2008, 2010, 2016                         |
| 5 | Oekraïne  | Eliteronde: Winnaar groep 4 | 2004, 2009, 2014, 2015                               |
| 6 | Portugal  | Eliteronde: Winnaar groep 5 | 2003, 2006, 2007, 2010, 2012, 2013, 2014, 2016, 2017 |
| 7 | Frankrijk | Eliteronde: Winnaar groep 6 | 2003, 2005, 2007, 2009, 2010, 2013, 2015, 2016       |
| 8 | Turkije   | Eliteronde: Winnaar groep 7 | 2004, 2006, 2009, 2011, 2013                         |

Vetgedrukt betekent dat dit land kampioen werd in dat jaar.

## Loting kwalificatieronde
Bij de loting werd rekening gehouden met de eerdere resultaten van de landen. Zo werd het coëfficiënt berekend met de resultaten van de kwalificatietoernooien van het Europees Kampioenschap voetbal onder 19 van 2014, 2015 en 2016. Twee landen waren automatisch gekwalificeerd voor de eliteronde, Spanje en Portugal. Finland deed niet mee aan de loting, omdat dit land al gekwalificeerd was. De overige landen startten in de kwalificatieronde. Uit iedere pot werd 1 land in een groep gezet. Om politieke redenen mochten Azerbeidzjan en Armenië, Servië en Kosovo en Bosnië en Herzegovina en Kosovo niet bij elkaar terecht komen. De loting vond plaats in het hoofdkantoor van de UEFA in Nyon, Zwitserland. Dat was op 13 december 2016 om 10:00.
| Team    | Coëfficiënt | Ranking |
| ------- | ----------- | ------- |
| Finland | 2.333       | —       |

| Team     | Coëfficiënt | Ranking |
| -------- | ----------- | ------- |
| Spanje   | 11.333      | 1       |
| Portugal | 11.167      | 2       |

| Team       | Coëfficiënt | Ranking |
| ---------- | ----------- | ------- |
| Oostenrijk | 10.500      | 3       |
| Duitsland  | 9.500       | 4       |
| Engeland   | 9.167       | 5       |
| Frankrijk  | 9.000       | 6       |
| Oekraïne   | 8.833       | 7       |
| Rusland    | 8.833       | 8       |
| Servië     | 8.500       | 9       |
| Nederland  | 8.333       | 10      |
| Italië     | 7.333       | 11      |
| België     | 7.167       | 12      |
| Tsjechië   | 7.000       | 13      |
| Kroatië    | 7.000       | 14      |
| Turkije    | 6.667       | 15      |

| Team        | Coëfficiënt | Ranking |
| ----------- | ----------- | ------- |
| Israël      | 6.667       | 16      |
| Montenegro  | 6.500       | 17      |
| Georgië     | 6.333       | 18      |
| Denemarken  | 6.000       | 19      |
| Zweden      | 5.833       | 20      |
| Slowakije   | 5.833       | 21      |
| Zwitserland | 5.667       | 22      |
| Schotland   | 5.333       | 23      |
| Griekenland | 5.167       | 24      |
| Ierland     | 5.000       | 25      |
| Polen       | 4.667       | 26      |
| Slovenië    | 4.333       | 27      |
| Bulgarije   | 4.167       | 28      |

| Team                  | Coëfficiënt | Ranking |
| --------------------- | ----------- | ------- |
| Noorwegen             | 4.167       | 29      |
| Wales                 | 3.833       | 30      |
| Litouwen              | 3.667       | 31      |
| Bosnië en Herzegovina | 3.667       | 32      |
| Roemenië              | 3.333       | 33      |
| Hongarije             | 3.333       | 34      |
| Noord-Macedonië       | 3.333       | 35      |
| Luxemburg             | 2.667       | 36      |
| Estland               | 2.667       | 37      |
| Letland               | 2.667       | 38      |
| IJsland               | 2.500       | 39      |
| Noord-Ierland         | 2.500       | 40      |
| Azerbeidzjan          | 2.500       | 41      |

| Team          | Coëfficiënt | Ranking |
| ------------- | ----------- | ------- |
| Cyprus        | 2.500       | 42      |
| Armenië       | 2.333       | 43      |
| Wit-Rusland   | 1.667       | 44      |
| Albanië       | 1.667       | 45      |
| Malta         | 1.333       | 46      |
| Moldavië      | 1.000       | 47      |
| Andorra       | 0.333       | 48      |
| Liechtenstein | 0.333       | 49      |
| Faeröer       | 0.333       | 50      |
| Gibraltar     | 0.333       | 51      |
| Kazachstan    | 0.333       | 52      |
| San Marino    | 0.000       | 53      |
| Kosovo        | —           | 54      |

Vetgedrukt betekent dat dit land zich heeft gekwalificeerd voor het hoofdtoernooi.

## Kwalificatieronde

### Groep 1
De wedstrijden werden gespeeld tussen 8 en 11 november in Kroatië.
| Pos | Team       | Wed | W | G | V | Ptn | DV | DT | +/− | Kwalificatie              |   | DEN | LAT | CRO | SMR |
| --- | ---------- | --- | - | - | - | --- | -- | -- | --- | ------------------------- | - | --- | --- | --- | --- |
| 1   | Denemarken | 3   | 3 | 0 | 0 | 9   | 11 | 3  | +8  | Geplaatst voor eliteronde |   | —   | 2–1 | 5–2 | 4–0 |
| 2   | Letland    | 3   | 1 | 1 | 1 | 4   | 5  | 2  | +3  | Geplaatst voor eliteronde |   | —   | —   | 0–0 | 4–0 |
| 3   | Kroatië    | 3   | 1 | 1 | 1 | 4   | 5  | 5  | 0   |                           |   | —   | —   | —   | 3–0 |
| 4   | San Marino | 3   | 0 | 0 | 3 | 0   | 0  | 11 | −11 |                           | — | —   | —   | —   |     |

### Groep 2
De wedstrijden werden tussen 4 oktober en 10 oktober 2017 in Polen.
| Pos | Team          | Wed | W | G | V | Ptn | DV | DT | +/− | Kwalificatie              |   | GER | POL | NIR | BLR |
| --- | ------------- | --- | - | - | - | --- | -- | -- | --- | ------------------------- | - | --- | --- | --- | --- |
| 1   | Duitsland     | 3   | 3 | 0 | 0 | 9   | 14 | 2  | +12 | Geplaatst voor eliteronde |   | —   | 2–0 | 7–1 | 5–1 |
| 2   | Polen         | 3   | 2 | 0 | 1 | 6   | 5  | 3  | +2  | Geplaatst voor eliteronde |   | —   | —   | 2–1 | 3–0 |
| 3   | Noord-Ierland | 3   | 0 | 1 | 2 | 1   | 2  | 9  | −7  |                           |   | —   | —   | —   | 0–0 |
| 4   | Wit-Rusland   | 3   | 0 | 1 | 2 | 1   | 1  | 8  | −7  |                           | — | —   | —   | —   |     |

### Groep 3
De wedstrijden werden tussen 8 november en 14 november 2017 in Luxemburg.
| Pos | Team      | Wed | W | G | V | Ptn | DV | DT | +/− | Kwalificatie              |   | CZE | SCO | ARM | LUX |
| --- | --------- | --- | - | - | - | --- | -- | -- | --- | ------------------------- | - | --- | --- | --- | --- |
| 1   | Tsjechië  | 3   | 3 | 0 | 0 | 9   | 11 | 0  | +11 | Geplaatst voor eliteronde |   | —   | 1–0 | 5–0 | 5–0 |
| 2   | Schotland | 3   | 1 | 1 | 1 | 4   | 6  | 5  | +1  | Geplaatst voor eliteronde |   | —   | —   | 3–3 | 3–1 |
| 3   | Armenië   | 3   | 0 | 2 | 1 | 2   | 5  | 10 | −5  |                           |   | —   | —   | —   | 2–2 |
| 4   | Luxemburg | 3   | 0 | 1 | 2 | 1   | 3  | 10 | −7  |                           | — | —   | —   | —   |     |

### Groep 4
De wedstrijden werden tussen 4 oktober en 10 oktober 2017 in Nederland.
| Pos | Team      | Wed | W | G | V | Ptn | DV | DT | +/− | Kwalificatie              |   | NED | HUN | SLO | MLT |
| --- | --------- | --- | - | - | - | --- | -- | -- | --- | ------------------------- | - | --- | --- | --- | --- |
| 1   | Nederland | 3   | 2 | 1 | 0 | 7   | 7  | 2  | +5  | Geplaatst voor eliteronde |   | —   | 2–0 | 2–2 | 3–0 |
| 2   | Hongarije | 3   | 2 | 0 | 1 | 6   | 7  | 4  | +3  | Geplaatst voor eliteronde |   | —   | —   | 2–1 | 5–1 |
| 3   | Slovenië  | 3   | 1 | 1 | 1 | 4   | 8  | 4  | +4  |                           |   | —   | —   | —   | 5–0 |
| 4   | Malta     | 3   | 0 | 0 | 3 | 0   | 1  | 13 | −12 |                           | — | —   | —   | —   |     |

### Groep 5
De wedstrijden werden tussen 8 november en 14 november 2017 in Macedonië.
| Pos | Team            | Wed | W | G | V | Ptn | DV | DT | +/− | Kwalificatie              |   | MKD | BEL | SUI | LIE |
| --- | --------------- | --- | - | - | - | --- | -- | -- | --- | ------------------------- | - | --- | --- | --- | --- |
| 1   | Noord-Macedonië | 3   | 3 | 0 | 0 | 9   | 10 | 2  | +8  | Geplaatst voor eliteronde |   | —   | 2–1 | 2–1 | 6–0 |
| 2   | België          | 3   | 2 | 0 | 1 | 6   | 9  | 5  | +4  | Geplaatst voor eliteronde |   | —   | —   | 5–3 | 3–0 |
| 3   | Zwitserland     | 3   | 1 | 0 | 2 | 3   | 9  | 8  | +1  |                           |   | —   | —   | —   | 5–1 |
| 4   | Liechtenstein   | 3   | 0 | 0 | 3 | 0   | 1  | 14 | −13 |                           | — | —   | —   | —   |     |

### Groep 6
De wedstrijden werden tussen 3 oktober en 9 oktober 2017 in Oostenrijk.
| Pos | Team       | Wed | W | G | V | Ptn | DV | DT | +/− | Kwalificatie              |   | AUT | KOS | ISR | LTU |
| --- | ---------- | --- | - | - | - | --- | -- | -- | --- | ------------------------- | - | --- | --- | --- | --- |
| 1   | Oostenrijk | 3   | 3 | 0 | 0 | 9   | 5  | 0  | +5  | Geplaatst voor eliteronde |   | —   | 1–0 | 2–0 | 2–0 |
| 2   | Kosovo     | 3   | 2 | 0 | 1 | 6   | 5  | 2  | +3  | Geplaatst voor eliteronde |   | —   | —   | 2–1 | 3–0 |
| 3   | Israël     | 3   | 1 | 0 | 2 | 3   | 2  | 4  | −2  |                           |   | —   | —   | —   | 1–0 |
| 4   | Litouwen   | 3   | 0 | 0 | 3 | 0   | 0  | 6  | −6  |                           | — | —   | —   | —   |     |

### Groep 7
De wedstrijden werden tussen 4 oktober en 10 oktober 2017 in Ierland.
| Pos | Team         | Wed | W | G | V | Ptn | DV | DT | +/− | Kwalificatie              |   | IRL | SRB | CYP | AZE |
| --- | ------------ | --- | - | - | - | --- | -- | -- | --- | ------------------------- | - | --- | --- | --- | --- |
| 1   | Ierland      | 3   | 2 | 1 | 0 | 7   | 7  | 1  | +6  | Geplaatst voor eliteronde |   | —   | 2–1 | 5–0 | 0–0 |
| 2   | Servië       | 3   | 2 | 0 | 1 | 6   | 6  | 3  | +3  | Geplaatst voor eliteronde |   | —   | —   | 1–0 | 4–1 |
| 3   | Cyprus       | 3   | 1 | 0 | 2 | 3   | 2  | 7  | −5  |                           |   | —   | —   | —   | 2–1 |
| 4   | Azerbeidzjan | 3   | 0 | 1 | 2 | 1   | 2  | 6  | −4  |                           | — | —   | —   | —   |     |

### Groep 8
De wedstrijden werden tussen 8 november en 14 november 2017 in Bulgarije.
| Pos | Team      | Wed | W | G | V | Ptn | DV | DT | +/− | Kwalificatie              |   | ENG | BUL | ISL | FRO |
| --- | --------- | --- | - | - | - | --- | -- | -- | --- | ------------------------- | - | --- | --- | --- | --- |
| 1   | Engeland  | 3   | 3 | 0 | 0 | 9   | 9  | 1  | +8  | Geplaatst voor eliteronde |   | —   | 1–0 | 2–1 | 6–0 |
| 2   | Bulgarije | 3   | 2 | 0 | 1 | 6   | 4  | 2  | +2  | Geplaatst voor eliteronde |   | —   | —   | 2–1 | 2–0 |
| 3   | IJsland   | 3   | 1 | 0 | 2 | 3   | 4  | 5  | −1  |                           |   | —   | —   | —   | 2–1 |
| 4   | Faeröer   | 3   | 0 | 0 | 3 | 0   | 1  | 10 | −9  |                           | — | —   | —   | —   |     |

### Groep 9
De wedstrijden werden tussen 4 oktober en 10 oktober 2017 in Zweden.
| Pos | Team     | Wed | W | G | V | Ptn | DV | DT | +/− | Kwalificatie              |   | ITA | SWE | MDV | EST |
| --- | -------- | --- | - | - | - | --- | -- | -- | --- | ------------------------- | - | --- | --- | --- | --- |
| 1   | Italië   | 3   | 3 | 0 | 0 | 9   | 9  | 3  | +6  | Geplaatst voor eliteronde |   | —   | 3–2 | 4–0 | 2–1 |
| 2   | Zweden   | 3   | 2 | 0 | 1 | 6   | 9  | 3  | +6  | Geplaatst voor eliteronde |   | —   | —   | 3–0 | 4–0 |
| 3   | Moldavië | 3   | 1 | 0 | 2 | 3   | 3  | 7  | −4  |                           |   | —   | —   | —   | 3–0 |
| 4   | Estland  | 3   | 0 | 0 | 3 | 0   | 1  | 9  | −8  |                           | — | —   | —   | —   |     |

### Groep 10
De wedstrijden werden tussen 8 november en 14 november 2017 in Griekenland.
| Pos | Team        | Wed | W | G | V | Ptn | DV | DT | +/− | Kwalificatie              |   | ROM | GRE | RUS | GIB |
| --- | ----------- | --- | - | - | - | --- | -- | -- | --- | ------------------------- | - | --- | --- | --- | --- |
| 1   | Roemenië    | 3   | 3 | 0 | 0 | 9   | 12 | 2  | +10 | Geplaatst voor eliteronde |   | —   | 2–1 | 2–1 | 8–0 |
| 2   | Griekenland | 3   | 2 | 0 | 1 | 6   | 8  | 3  | +5  | Geplaatst voor eliteronde |   | —   | —   | 2–1 | 5–0 |
| 3   | Rusland     | 3   | 1 | 0 | 2 | 3   | 8  | 4  | +4  |                           |   | —   | —   | —   | 6–0 |
| 4   | Gibraltar   | 3   | 0 | 0 | 3 | 0   | 0  | 19 | −19 |                           | — | —   | —   | —   |     |

### Groep 11
De wedstrijden werden tussen 8 november en 14 november 2017 in Bosnië en Herzegovina.
| Pos | Team                  | Wed | W | G | V | Ptn | DV | DT | +/− | Kwalificatie              |   | FRA | BIH | GEO | AND |
| --- | --------------------- | --- | - | - | - | --- | -- | -- | --- | ------------------------- | - | --- | --- | --- | --- |
| 1   | Frankrijk             | 3   | 2 | 1 | 0 | 7   | 10 | 2  | +8  | Geplaatst voor eliteronde |   | —   | 2–1 | 1–1 | 7–0 |
| 2   | Bosnië en Herzegovina | 3   | 2 | 0 | 1 | 6   | 4  | 3  | +1  | Geplaatst voor eliteronde |   | —   | —   | 1–0 | 2–1 |
| 3   | Georgië               | 3   | 0 | 2 | 1 | 2   | 2  | 3  | −1  |                           |   | —   | —   | —   | 1–1 |
| 4   | Andorra               | 3   | 0 | 1 | 2 | 1   | 2  | 10 | −8  |                           | — | —   | —   | —   |     |

### Groep 12
De wedstrijden werden tussen 4 oktober en 10 oktober 2017 in Albanië.
| Pos | Team       | Wed | W | G | V | Ptn | DV | DT | +/− | Kwalificatie              |   | UKR | NOR | MNE | ALB |
| --- | ---------- | --- | - | - | - | --- | -- | -- | --- | ------------------------- | - | --- | --- | --- | --- |
| 1   | Oekraïne   | 3   | 3 | 0 | 0 | 9   | 7  | 1  | +6  | Geplaatst voor eliteronde |   | —   | 2–1 | 4–0 | 1–0 |
| 2   | Noorwegen  | 3   | 2 | 0 | 1 | 6   | 11 | 3  | +8  | Geplaatst voor eliteronde |   | —   | —   | 3–0 | 7–1 |
| 3   | Montenegro | 3   | 1 | 0 | 2 | 3   | 1  | 7  | −6  |                           |   | —   | —   | —   | 1–0 |
| 4   | Albanië    | 3   | 0 | 0 | 3 | 0   | 1  | 9  | −8  |                           | — | —   | —   | —   |     |

### Groep 13
De wedstrijden werden tussen 7 november en 13 november 2017 in Turkije.
| Pos | Team       | Wed | W | G | V | Ptn | DV | DT | +/− | Kwalificatie              |   | SVK | TUR | KAZ | WAL |
| --- | ---------- | --- | - | - | - | --- | -- | -- | --- | ------------------------- | - | --- | --- | --- | --- |
| 1   | Slowakije  | 3   | 2 | 1 | 0 | 7   | 5  | 3  | +2  | Geplaatst voor eliteronde |   | —   | 3–2 | 0–0 | 2–1 |
| 2   | Turkije    | 3   | 2 | 0 | 1 | 6   | 7  | 4  | +3  | Geplaatst voor eliteronde |   | —   | —   | 3–0 | 2–1 |
| 3   | Kazachstan | 3   | 1 | 1 | 1 | 4   | 3  | 5  | −2  |                           |   | —   | —   | —   | 3–2 |
| 4   | Wales      | 3   | 0 | 0 | 3 | 0   | 4  | 7  | −3  |                           | — | —   | —   | —   |     |

## Loting eliteronde
De loting voor de eliteronde werd gehouden op 6 december 2017 om 11:00 in het UEFA-hoofdkwartier in Nyon, Zwitserland. De teams werden verdeeld op basis van de resultaten in de kwalificatieronde. Portugal en Spanje, die landen waren automatisch gekwalificeerd voor deze ronde, werden in Pot 1 gezet. Bij de loting werd uit iedere pot 1 land getrokken en die werden bij elkaar in een groep gezet. Landen die in de kwalificatieronde al tegen elkaar hadden gespeeld konden niet nog een keer tegen elkaar loten.
| Pos | Grp | Team                  | Wed | W | G | V | Ptn | DV | DT | +/− | Seeding |
| --- | --- | --------------------- | --- | - | - | - | --- | -- | -- | --- | ------- |
| 1   | —   | Spanje                | 0   | 0 | 0 | 0 | 0   | 0  | 0  | 0   | Pot A   |
| 2   | —   | Portugal              | 0   | 0 | 0 | 0 | 0   | 0  | 0  | 0   | Pot A   |
| 3   | 2   | Duitsland             | 3   | 3 | 0 | 0 | 9   | 14 | 2  | +12 | Pot A   |
| 4   | 3   | Tsjechië              | 3   | 3 | 0 | 0 | 9   | 11 | 0  | +11 | Pot A   |
| 5   | 10  | Roemenië              | 3   | 3 | 0 | 0 | 9   | 12 | 2  | +10 | Pot A   |
| 6   | 1   | Denemarken            | 3   | 3 | 0 | 0 | 9   | 11 | 3  | +8  | Pot A   |
| 7   | 5   | Noord-Macedonië       | 3   | 3 | 0 | 0 | 9   | 10 | 2  | +8  | Pot A   |
| 8   | 8   | Engeland              | 3   | 3 | 0 | 0 | 9   | 9  | 1  | +8  | Pot B   |
| 9   | 9   | Italië                | 3   | 3 | 0 | 0 | 9   | 9  | 3  | +6  | Pot B   |
| 10  | 12  | Oekraïne              | 3   | 3 | 0 | 0 | 9   | 7  | 1  | +6  | Pot B   |
| 11  | 6   | Oostenrijk            | 3   | 3 | 0 | 0 | 9   | 5  | 0  | +5  | Pot B   |
| 12  | 11  | Frankrijk             | 3   | 2 | 1 | 0 | 7   | 10 | 2  | +8  | Pot B   |
| 13  | 7   | Ierland               | 3   | 2 | 1 | 0 | 7   | 7  | 1  | +6  | Pot B   |
| 14  | 4   | Nederland             | 3   | 2 | 1 | 0 | 7   | 7  | 2  | +5  | Pot B   |
| 15  | 13  | Slowakije             | 3   | 2 | 1 | 0 | 7   | 5  | 3  | +2  | Pot C   |
| 16  | 12  | Noorwegen             | 3   | 2 | 0 | 1 | 6   | 11 | 3  | +8  | Pot C   |
| 17  | 9   | Zweden                | 3   | 2 | 0 | 1 | 6   | 9  | 3  | +6  | Pot C   |
| 18  | 10  | Griekenland           | 3   | 2 | 0 | 1 | 6   | 8  | 3  | +5  | Pot C   |
| 19  | 5   | België                | 3   | 2 | 0 | 1 | 6   | 9  | 5  | +4  | Pot C   |
| 20  | 4   | Hongarije             | 3   | 2 | 0 | 1 | 6   | 7  | 4  | +3  | Pot C   |
| 21  | 13  | Turkije               | 3   | 2 | 0 | 1 | 6   | 7  | 4  | +3  | Pot C   |
| 22  | 7   | Servië                | 3   | 2 | 0 | 1 | 6   | 6  | 3  | +3  | Pot D   |
| 23  | 6   | Kosovo                | 3   | 2 | 0 | 1 | 6   | 5  | 2  | +3  | Pot D   |
| 24  | 2   | Polen                 | 3   | 2 | 0 | 1 | 6   | 5  | 3  | +2  | Pot D   |
| 25  | 8   | Bulgarije             | 3   | 2 | 0 | 1 | 6   | 4  | 2  | +2  | Pot D   |
| 26  | 11  | Bosnië en Herzegovina | 3   | 2 | 0 | 1 | 6   | 4  | 3  | +1  | Pot D   |
| 27  | 1   | Letland               | 3   | 1 | 1 | 1 | 4   | 5  | 2  | +3  | Pot D   |
| 28  | 3   | Schotland             | 3   | 1 | 1 | 1 | 4   | 6  | 5  | +1  | Pot D   |

1. 1 2  Disciplinaire punten (Hongarije: 6 pnt.; Turkije: 11 pnt).

## Eliteronde

### Groep 1
De wedstrijden werden tussen 21 maart en 27 maart 2018 in Duitsland.
| Pos | Team      | Wed | W | G | V | Ptn | DV | DT | +/− | Kwalificatie                 |   | NOR | GER | SCO | NED |
| --- | --------- | --- | - | - | - | --- | -- | -- | --- | ---------------------------- | - | --- | --- | --- | --- |
| 1   | Noorwegen | 3   | 2 | 0 | 1 | 6   | 11 | 12 | −1  | Geplaatst voor hoofdtoernooi |   | —   | 5–2 | 5–4 | 1–6 |
| 2   | Duitsland | 3   | 2 | 0 | 1 | 6   | 9  | 6  | +3  |                              |   | —   | —   | 3–0 | 4–1 |
| 3   | Schotland | 3   | 1 | 0 | 2 | 3   | 6  | 8  | −2  |                              | — | —   | —   | 2–0 |     |
| 4   | Nederland | 3   | 1 | 0 | 2 | 3   | 7  | 7  | 0   |                              | — | —   | —   | —   |     |

### Groep 2
De wedstrijden werden tussen 21 maart en 27 maart 2018 in Macedonië.
| Pos | Team            | Wed | W | G | V | Ptn | DV | DT | +/− | Kwalificatie                 |   | ENG | LAT | HUN | MKD |
| --- | --------------- | --- | - | - | - | --- | -- | -- | --- | ---------------------------- | - | --- | --- | --- | --- |
| 1   | Engeland        | 3   | 2 | 0 | 1 | 6   | 7  | 3  | +4  | Geplaatst voor hoofdtoernooi |   | —   | 3–0 | 4–1 | 0–2 |
| 2   | Letland         | 3   | 2 | 0 | 1 | 6   | 5  | 6  | −1  |                              |   | —   | —   | 3–2 | 2–1 |
| 3   | Hongarije       | 3   | 1 | 0 | 2 | 3   | 7  | 10 | −3  |                              | — | —   | —   | 4–3 |     |
| 4   | Noord-Macedonië | 3   | 1 | 0 | 2 | 3   | 6  | 6  | 0   |                              | — | —   | —   | —   |     |

### Groep 3
De wedstrijden werden tussen 21 maart en 27 maart 2018 in Italië.
| Pos | Team        | Wed | W | G | V | Ptn | DV | DT | +/− | Kwalificatie                 |   | ITA | POL | GRE | CZE |
| --- | ----------- | --- | - | - | - | --- | -- | -- | --- | ---------------------------- | - | --- | --- | --- | --- |
| 1   | Italië      | 3   | 2 | 1 | 0 | 7   | 7  | 4  | +3  | Geplaatst voor hoofdtoernooi |   | —   | 4–3 | 2–0 | 1–1 |
| 2   | Polen       | 3   | 1 | 1 | 1 | 4   | 6  | 5  | +1  |                              |   | —   | —   | 3–1 | 0–0 |
| 3   | Griekenland | 3   | 1 | 0 | 2 | 3   | 4  | 7  | −3  |                              | — | —   | —   | 3–2 |     |
| 4   | Tsjechië    | 3   | 0 | 2 | 1 | 2   | 3  | 4  | −1  |                              | — | —   | —   | —   |     |

### Groep 4
De wedstrijden werden tussen 21 maart en 27 maart 2018 in Roemenië.
| Pos | Team     | Wed | W | G | V | Ptn | DV | DT | +/− | Kwalificatie                 |   | UKR | ROM | SRB | SWE |
| --- | -------- | --- | - | - | - | --- | -- | -- | --- | ---------------------------- | - | --- | --- | --- | --- |
| 1   | Oekraïne | 3   | 2 | 1 | 0 | 7   | 4  | 2  | +2  | Geplaatst voor hoofdtoernooi |   | —   | 2–1 | 2–1 | 0–0 |
| 2   | Roemenië | 3   | 2 | 0 | 1 | 6   | 7  | 3  | +4  |                              |   | —   | —   | 4–0 | 2–1 |
| 3   | Servië   | 3   | 1 | 0 | 2 | 3   | 4  | 8  | −4  |                              | — | —   | —   | 3–2 |     |
| 4   | Zweden   | 3   | 0 | 1 | 2 | 1   | 3  | 5  | −2  |                              | — | —   | —   | —   |     |

### Groep 5
De wedstrijden werden tussen 21 maart en 27 maart 2018 in Portugal.
| Pos | Team      | Wed | W | G | V | Ptn | DV | DT | +/− | Kwalificatie                 |   | POR | IRL | KOS | SVK |
| --- | --------- | --- | - | - | - | --- | -- | -- | --- | ---------------------------- | - | --- | --- | --- | --- |
| 1   | Portugal  | 3   | 3 | 0 | 0 | 9   | 10 | 0  | +10 | Geplaatst voor hoofdtoernooi |   | —   | 4–0 | 5–0 | 1–0 |
| 2   | Ierland   | 3   | 1 | 1 | 1 | 4   | 4  | 5  | −1  |                              |   | —   | —   | 3–0 | 1–1 |
| 3   | Kosovo    | 3   | 1 | 0 | 2 | 3   | 2  | 9  | −7  |                              | — | —   | —   | 2–1 |     |
| 4   | Slowakije | 3   | 0 | 1 | 2 | 1   | 2  | 4  | −2  |                              | — | —   | —   | —   |     |

### Groep 6
De wedstrijden werden tussen 21 maart en 27 maart 2018 in Frankrijk.
| Pos | Team      | Wed | W | G | V | Ptn | DV | DT | +/− | Kwalificatie                 |   | FRA | ESP | BEL | BUL |
| --- | --------- | --- | - | - | - | --- | -- | -- | --- | ---------------------------- | - | --- | --- | --- | --- |
| 1   | Frankrijk | 3   | 3 | 0 | 0 | 9   | 9  | 4  | +5  | Geplaatst voor hoofdtoernooi |   | —   | 4–2 | 3–2 | 2–0 |
| 2   | Spanje    | 3   | 1 | 1 | 1 | 4   | 5  | 4  | +1  |                              |   | —   | —   | 3–0 | 0–0 |
| 3   | België    | 3   | 1 | 0 | 2 | 3   | 4  | 6  | −2  |                              | — | —   | —   | 2–0 |     |
| 4   | Bulgarije | 3   | 0 | 1 | 2 | 1   | 0  | 4  | −4  |                              | — | —   | —   | —   |     |

### Groep 7
De wedstrijden werden tussen 21 maart en 27 maart 2018 in Turkije.
| Pos | Team                  | Wed | W | G | V | Ptn | DV | DT | +/− | Kwalificatie                 |   | TUR | DEN | AUT | BIH |
| --- | --------------------- | --- | - | - | - | --- | -- | -- | --- | ---------------------------- | - | --- | --- | --- | --- |
| 1   | Turkije               | 3   | 2 | 1 | 0 | 7   | 5  | 2  | +3  | Geplaatst voor hoofdtoernooi |   | —   | 1–1 | 2–0 | 2–1 |
| 2   | Denemarken            | 3   | 1 | 2 | 0 | 5   | 6  | 5  | +1  |                              |   | —   | —   | 2–2 | 3–2 |
| 3   | Oostenrijk            | 3   | 1 | 1 | 1 | 4   | 5  | 4  | +1  |                              | — | —   | —   | 3–0 |     |
| 4   | Bosnië en Herzegovina | 3   | 0 | 0 | 3 | 0   | 3  | 8  | −5  |                              | — | —   | —   | —   |     |